# Xã Holly Mountain, Quận Van Buren, Arkansas
Xã Holly Mountain (tiếng Anh: Holly Mountain Township) là một xã thuộc quận Van Buren, tiểu bang Arkansas, Hoa Kỳ. Năm 2010, dân số của xã này là 523 người.